# George Ernest Halpenny
George Ernest Halpenny PC (* 14. Juni 1903 in Plantagenet, Ontario; † 10. Mai 1974) war ein kanadischer Politiker der Progressiv-konservativen Partei (PC), der fast sechs Jahre lang Mitglied des Unterhauses war. Er fungierte ferner von 1960 bis 1962 als Minister ohne Geschäftsbereich sowie anschließend zwischen 1962 und 1963 als Staatssekretär für Kanada im 18. kanadischen Kabinett von Premierminister John Diefenbaker.

## Leben
Halpenny absolvierte nach dem Schulbesuch ein Studium der Pharmazie, das er mit einem Bachelor in Pharmacy (B.Pharm.) abschloss. Im Anschluss war er als Chemiker tätig. Während des Zweiten Weltkrieges trat er in die Canadian Army ein und diente zwischen 1942 und 1945 als Oberstleutnant beim Royal Canadian Armoured Corps. Bei der Wahl vom 10. Juni 1957 wurde Halpenny als Kandidat der Progressiv-konservativen Partei erstmals zum Abgeordneten in das Unterhaus gewählt und vertrat in diesem bis zum 7. April 1963 den Wahlkreis London.
Nach dem Wahlsieg der PC bei der Unterhauswahl vom 10. Juni 1957 wurde Halpenny am 7. August 1957 Parlamentarischer Assistent des Ministers für nationale Gesundheit und Wohlfahrt, Jay Monteith, und bekleidete diesen Juniorministerposten bis zum 1. Februar 1958. Später war er zwischen dem 15. Januar und dem 18. Juli 1959 Vorsitzender des Unterhaus-Sonderausschusses für Rundfunk sowie vom 14. Januar bis zum 10. August 1960 Vorsitzender des Unterhaus-Sonderausschusses für Verteidigungsausgaben.
Am 11. Oktober 1960 wurde Halpenny im Rahmen einer Kabinettsumbildung von Premierminister John Diefenbaker in das 18. kanadische Kabinett berufen und war dort bis zum 8. August 1962 Minister ohne Geschäftsbereich. Danach fungierte er zwischen dem 9. August 1962 und dem Ende von Diefenbakers Amtszeit am 21. April 1963 als Staatssekretär für Kanada und war als solcher auch Leiter der Regierungskanzlei im Kabinettsrang.
Nach seinem Ausscheiden aus Regierung und Unterhaus zog er sich aus dem politischen Leben zurück.